# Урей 1-й
Уре́й 1-й (рос. Урей 1-й, ерз. Урей Первый) — присілок у складі Єльниківського району Мордовії, Росія. Входить до складу Єльниківського сільського поселення.
Населення — 42 особи (2010; 82 у 2002).
Національний склад (станом на 2002 рік):
- росіяни — 93 %